# Садуов, Ойрат Батаевич
Ойра́т Бата́евич Саду́ов (род. 4 февраля 1961, Павлодар) — советский и казахстанский футболист, выступал за сборную Казахстана. С июня 2019 года — президент команды «Иртыш (Павлодар)».

## Биография
В 13 лет записался в секцию ДЮСШ-2. После окончания школа некоторое время работал на алюминиевом заводе, прежде чем в 1979 году вошёл в дублирующий состав «Трактора». Год спустя перешёл в основной состав, где продолжал играть практически всю карьеру, только в 1988 году уходя на короткое время в карагандийский «Шахтёр». В период с 1982 по 1986 год он провёл 113 матчей за «Трактор» и забил 3 мяча.
В 1997 году играл за сборную Казахстана в отборе на чемпионат мира 1998 года, но на финальном этапе Казахстан занял последнее место в группе.
После окончания карьеры футболиста в 1998 году Садуов стал старшим тренером своего клуба «Трактор», именовавшегося в то время «Иртышом». Затем был главным тренером молодёжной сборной Казахстана. Садуов работал главным также тренером в «Есиль-Богатырь», «Таразе», «Востоке», «Байтереке». В качестве главного тренера завоевал с «Иртышом» в 2008 году бронзовые награды чемпионата страны. 
В апреле 2023 года Садуов назначен исполняющим обязанности главного тренера «Аксу».

## Достижения в качестве игрока

### Командные
«Иртыш»
- Чемпион Казахстана: 1993, 1997
- Серебряный призёр чемпионата Казахстана: 1994, 1996
- Бронзовый призёр чемпионата Казахстана: 1992, 1998
- Обладатель Кубка Казахстана: 1997/98

### Личные
- Лучший правый защитник Казахстана: 1997

## Достижения в качестве тренера
«Иртыш»
- Бронзовый призёр чемпионата Казахстана: 2008